# برزنیتسا (ژاگوبیتسا)
برزنیتسا (به صربی: Breznica) یک روستا در صربستان است که در ژاگوبیتسا واقع شده‌است. برزنیتسا ۲۱۱ نفر جمعیت دارد.